# Včelince
Včelince (in ungherese: Méhi) è un comune della Slovacchia facente parte del distretto di Rimavská Sobota, nella regione di Banská Bystrica.